# Amit Rohidas
Amit Rohidas est un joueur indien de hockey sur gazon né le 10 mai 1993 dans le District de Sundergarh dans l'Odisha. Il faisait partie de l'équipe indienne qui a remporté la médaille de bronze aux Jeux olympiques d'été de 2020.

## Vie et carrière
Rohidas est né le 10 mai 1993 dans le village de Saunamara du district de Sundergarh. Il a commencé à jouer au hockey dans son village et a rejoint le Panposh Sports Hostel à Rourkela en 2004. Il a été sélectionné dans l'équipe nationale junior en 2009.
Rohidas a été sélectionné dans l'équipe senior pour la Coupe d'Asie 2013 à Ipoh où l'équipe indienne a remporté la médaille d'argent. Il a fait un retour du côté indien en 2017.